# Del City
Del City é uma cidade localizada no estado norte-americano de Oklahoma, no Condado de Oklahoma.

## Demografia
Segundo o censo norte-americano de 2000, a sua população era de 22.128 habitantes.
Em 2006, foi estimada uma população de 21.904, um decréscimo de 224 (-1.0%).

## Geografia
De acordo com o United States Census Bureau tem uma área de
19,5 km², dos quais 19,5 km² cobertos por terra e 0,0 km² cobertos por água.

## Localidades na vizinhança
O diagrama seguinte representa as localidades num raio de 12 km ao redor de Del City.